# Restio cincinnatus
Restio cincinnatus är en gräsväxtart som beskrevs av Maxwell Tylden Masters. Restio cincinnatus ingår i släktet Restio och familjen Restionaceae. Inga underarter finns listade i Catalogue of Life.